# Anthurium parvum
Anthurium parvum är en kallaväxtart som beskrevs av Nicholas Edward Brown. Anthurium parvum ingår i släktet Anthurium och familjen kallaväxter. Inga underarter finns listade.